# Otomops secundus
Otomops secundus is een vleermuis uit het geslacht Otomops die voorkomt in het oosten van Nieuw-Guinea. De soort is slechts drie keer gevonden, in de Papoea-Nieuw-Guinese provincies Madang (vier exemplaren), Eastern Highlands (één exemplaar, 1980 m hoogte) en National Capital (één exemplaar).
Deze soort heeft een chocoladebruine vacht, met een geelbruin gebied op de schouders en de nek. Bij de oren zitten witte vlekken. De kop-romplengte bedraagt 68 tot 71 mm, de staartlengte 33 tot 38 mm, de voorarmlengte 57 tot 58 mm, de achtervoetlengte 10 mm en de oorlengte 23 tot 24,3 mm.